# Любомир Георгиев
Любомир Здравков Георгиев е български композитор, виолончелист и педагог.

## Биография
Роден е на 24 декември 1951 г. във Варна. На 6 години започва да свири на пиано, а на 8-годишна възраст – на виолончело (Любен Кирилов, Димитър Стамболов). През 1965 – 1968 г. е ученик в СМУ „Добри Христов“ – Варна (Панайот Мармаридов, Любка Ангелова). Продължава обучението си в СМУ – София (1968 – 1970) при Здравко Йорданов.
От 1972 г. следва в Българска държавна консерватория. Завършва със специалностите виолончело (1976, З. Йорданов) и композиция (1978, М. Големинов, А. Райчев). Специализира в майсторските класове по виолончело на Андре Навара (Сиена, 1981), Янош Щаркер (Варна, 1984 – 1986 и САЩ, 1987 – 1988) и по композиция при Карел Зеленка (Магдебург, 1983) и Тон де Льов (Холандия, 1983).
През 1978 – 1986 г. е концертмайстор на СДФ, а от началото на 1987 г. живее в САЩ. През 1988 г. получава диплом за артист в Училището по музика на Индианския университет, Блумингтън. Соло челист е на Richmond Symphony Orchestra (1987 – 1989), Sacramento Symphony Orchestra (1989 – 1993) и Tallahassee Symphony Orchestra (1993 – 1998). От 1993 г. е професор по виолончело и камерна музика във Факултета по музика на Florida State University – Tallahassee. От 1990 г. ръководи майсторски курсове по виолончело и камерна музика в различни университети в САЩ и във Варна (Лятна академия, 1995). От 1974 г. концертира като солист и камерен изпълнител с различни състави – квартет „София“ (1984 – 86), „New Piano Quartet“, „Trio con Brio“, „Dohnany Piano Trio“.
Умира на 31 май 2005 г. в Талахаси, столицата на щата Флорида.

## Признание и награди
Носител е на отличия от конкурси за виолончело – „Св. Обретенов“ (Провадия, 1974), VI Общобългарско състезание (София 1974), Маркнойкирхен (1975), „Й.С. Бах“ (Лайпциг, 1976), „Гаспар Касадо“ (Испания, 1977), „П.И. Чайковски“ (Москва, 1978), наградата на фондацията „Ева Янцер“ (САЩ, 1986) и за композиция – СБК (София, 1980), „К.М. фон Вебер“ (Дрезден, 1981) и Valentino Bucchi (Рим, 1986).

## Творчество
Произведения за соло инструменти
- Пет прелюдии за орган (1976)
- Сонатина пиано (1977)
- Соната виолончело (1978)
- Класическа сюита виолончело (1980)
- Три старофренски песни виолончело (1981)
- Фантазия виолончело (1981)
- Три миниатюри пиано (1981 – 82)
- Багатела (фр. – дреболия) пиано (1982)
- Partita piccola пиано (1983)
- Вариации върху една приспивна песен пиано (1983)
- Три миниатюри флейта (1985)
- Farewell флейта (1985)

Произведения за инструментални ансамбли
- Рондо виолончело и пиано (1976)
- Струнно трио (Прелюд, токата и ричеркар) цигулка, виола и виолончело (1978)
- Musica Multiplici Mentes струнен квартет (1980)
- Duo Concertante виолончело и пиано (1981)
- Dialogues I кларинет и виолончело (1985)
- Orfeo Variations on a theme by C.W. Gluck кб., китара и вибрафон (1986)
- Calmo e Vivo цигулка и пиано (1987)
- Fanfares 4 виолончело (1997)
- Dialogues II виолончело и кб. (1991)

Вокална музика
- Цикъл песни по стихове на поети от Варна гл. и пиано (1976)
- Две песни т. Пейо Яворов см.х. (1976)
- Три песни т. Добри Жотев см.х. (1977)
- Цветове на скалите т. Ш. Бодлер, П. Верлен, А. Рембо см.х. (1983)
- Песенни миниатюри т. Рабиндранат Тагор гл. и виолончело (1984)
- My Silence т. Парамханза Йогананда гл., виолончело, клавирен инструмент и клавесин (1992)

Оркестрова музика/ Соло инструмент с оркестър
- Девет миниатюри за струнен оркестър (1978)
- Концерт за виолончело и оркестър (1979 – 80)
- Концерт за контрабас и камерен оркестър (1986)

Транскрипции и преработки за виолончело (соло) и ансамбли с виолончело на пиеси от Джезуалдо, Й.С. Бах, В.А. Моцарт, Н. Паганини, К. Дебюси, С. Прокофиев, О. Месиен, А. Райчев, А. Джинастера, П. Владигеров и др.